# وقود الكحول

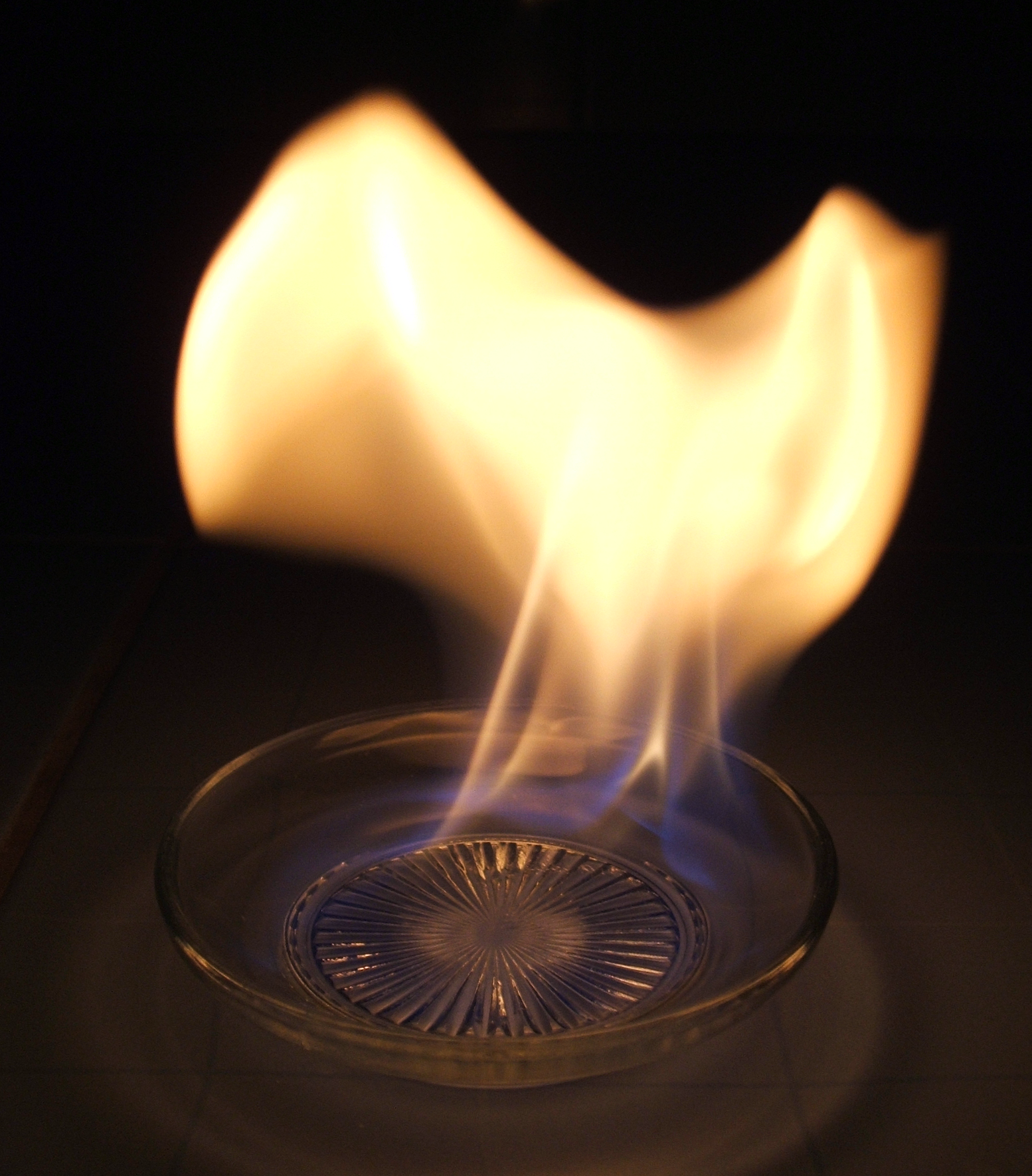
طبق من الإيثانول ملتهب

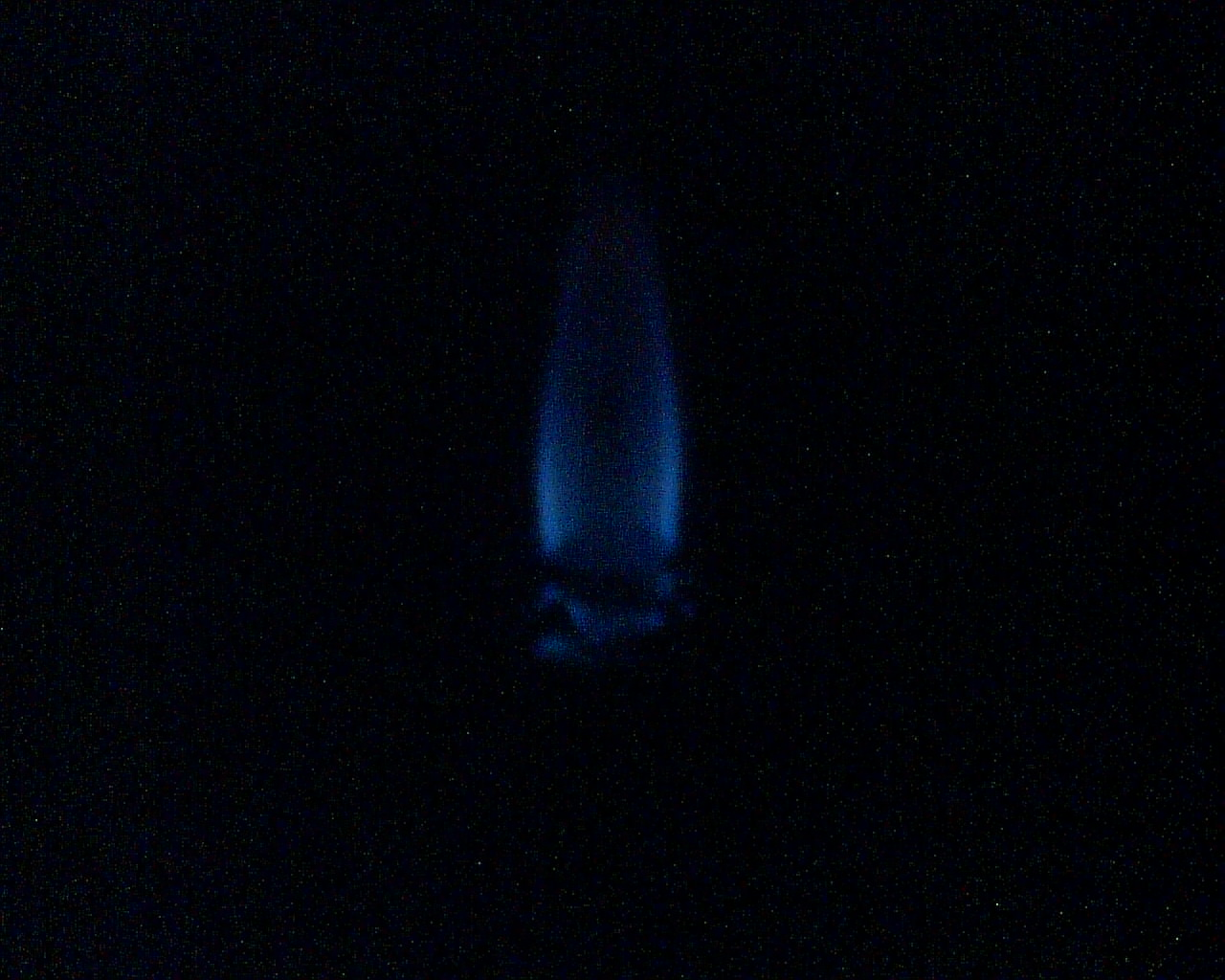
يستخدم الإيثانول كوقود.

وقود الكحول تستخدم الكحوليات المختلفة كوقود لمحركات الاحتراق الداخلي. تعتبر الكحولات الأربعة الأولى (الميثانول والإيثانول والبروبانول والبيوتانول) ذات أهمية كوقود لأنه يمكن تصنيعها كيميائيًا أو بيولوجيًا، ولها خصائص تسمح باستخدامها في محركات الاحتراق الداخلي.

## الصيغة الكيميائية
الصيغة الكيميائية العامة لوقود الكحول هي: CnH2n+1OH.

## نبذة
يتم إنتاج معظم الميثانول من الغاز الطبيعي، على الرغم من أنه يمكن إنتاجه من الكتلة الحيوية باستخدام عمليات كيميائية متشابهة جدًا. ينتج الإيثانول عادة من المواد البيولوجية من خلال عمليات التخمير.
يتمتع البيوتانول بميزة في محركات الاحتراق من حيث أن كثافة طاقته أقرب إلى البنزين من الكحوليات (يحتفظ بتصنيف أوكتان أكثر من 25%)؛ ومع ذلك فإن إنتاج البيوتانول حاليًا أكثر صعوبة من إنتاج الإيثانول أو الميثانول. عندما يتم الحصول عليها من المواد البيولوجية أو العمليات البيولوجية، فإنها تُعرف باسم الكحوليات الحيوية (مثل «الإثانول الحيوي»). لا يوجد فرق كيميائي بين الكحوليات المنتجة بيولوجيا والكحول المنتج كيميائيا.
إحدى المزايا التي تشترك فيها أنواع الوقود الكحولي الأربعة الرئيسية هي تصنيف الأوكتان المرتفع. يميل هذا إلى زيادة كفاءتها في استهلاك الوقود ويعوض إلى حد كبير كثافة الطاقة المنخفضة للوقود الكحولي للمركبات (مقارنة بالبنزين / والديزل)، مما ينتج عنه «اقتصاد في الوقود» مشابه من حيث المسافة لكل المقاييس، مثل كيلومتر لكل لتر، أو ميل لكل جالون.